# Peștera Ghețarul de la Focul Viu
Peștera Ghețarul (de la) Focul Viu este una dintre peșterile aflate în Munții Bihorului. Este dispusă pe Valea Galbenă, în apropiere de Vârful Piatra Galbenii și Vârful Cuculeul de Fier, la o altitudine de 1.165 metri.

## Descriere
Accesul în interior se face pe o scară de lemn. Peștera este compusă din două săli. Sala Mare, cu o înălțime de 46 metri și o lungime de 68 metri, adăpostește în mijloc un impresionant ghețar (25.000 m³). Ghețarul este al treilea ca mărime din țară, după cele de la Peștera Scărișoara și Borțig. Bolta Sălii Mari este parțial deschisă printr-o fereastră largă, prin care, de-a lungul timpului, au căzut trunchiuri de copaci, care au fost prinse în masa ghețarului.
În partea opusă intrării în Sala Mare se află mai multe grupuri de stalagmite, pe care se răsfrâng razele soarelui, provocând  reflexii scânteietoare, reflexii care au dat numele peșterii: Focul Viu. Fereastra deschisă în tavan favorizează acumularea de aer rece, iar lipsa unei ventilații menține aerul rece în interiorul cavității, permițând astfel existența ghețarului pe parcursul întregului an.
În spatele stalagmitelor se află o galerie care duce spre Sala Mică. Aceasta, la rândul ei, conține mai multe formațiuni de stalagmite.

## Căi de acces
Accesul la peșteră este posibil cu autoturismul, pe drumul forestier Bălăleasa-Valea Seacă, până la cantonul silvic din Valea Cetăților, de unde deplasarea se face pe jos (încă aproximativ 1,5 km).

## Nume; clubul de speologie
Peștera își datorează numele jocurilor de lumină produse, în jurul orei prânzului, de razele de soare care pătrund prin gaura din tavan și ating formațiunile de gheață.
Asociația Speologică Focul Viu, fondată în 1969 și știută în trecut ca Cercul Focul Viu, și-a luat numele de la avenul din Apuseni care poartă acest nume.